# Boys Don't Cry (canción)
«Boys Don't Cry» es es una canción de la banda de rock inglesa The Cure. Fue el segundo sencillo editado por la banda británica y lanzado como un sencillo independiente en el Reino Unido al mismo tiempo que su álbum debut, Three Imaginary Boys (1979). Al igual que el primer sencillo, 'Killing an Arab', no fue incluido en dicho álbum. No obstante, sí sería incorporado a la reedición estadounidense de dicho álbum, Boys Don't Cry, de 1980, que tomaría el nombre de dicha canción. En 1986 se reeditaría el sencillo, bajo el título "Boys Don't Cry (New Voice · New Mix)".

## Historia
La canción, una de las más emblemáticas del grupo, fue escrita por Michael Dempsey, Robert Smith, Laurence Tolhurst y habla de la historia de un hombre que se rinde en recuperar el amor de una mujer a la que ha perdido, e intenta disimular su estado emocional "riendo, escondiendo las lágrimas de mis ojos, porque los chicos no lloran " ("hiding the tears in my eyes, 'cause boys don't cry"). Es una de las canciones más conocidas del grupo y su álbum fue ubicado en el puesto 442 de los mejores álbumes de la historia.

## Versión de 1986
En abril de 1986 fue relanzado bajo el título "Boys Don't Cry (New Voice · New Mix)", en el cual el tema original fue remezclado y las voces regrabadas. Incluía lados B distintos al original. La nueva versión de 7" no tuvo una acogida muy positiva, y a diferencia de la original, no ha aparecido en ningún recopilatorio posterior de la banda. Se grabó un vídeo musical para acompañar el lanzamiento, donde se puede escuchar esta versión. La versión de 12" "Boys Don't Cry (New Voice · Club Mix)" se incluyó en la edición de lujo remasterizada de 2018 de Mixed Up.
Como curiosidad, la nueva portada del disco, en que aparece Robert Smith de espaldas sujetando una guitarra, sirvió de portada al recopilatorio de 2004 Join the Dots.

## Lista de canciones
| Sencillo de 7" |                   |          |  |
| N.º            | Título            | Duración |  |
| 1.             | «Boys Don't Cry»  | 2:35     |  |
| 2.             | «Plastic Passion» | 2:16     |  |

### Boys Don't Cry (New Voice · New Mix)
| Sencillo de 7" |                                        |          |  |
| N.º            | Título                                 | Duración |  |
| 1.             | «Boys Don't Cry (New Voice · New Mix)» | 2:38     |  |
| 2.             | «Pill Box Tales»                       | 2:54     |  |

| Sencillo de 12 |                                         |          |  |
| N.º            | Título                                  | Duración |  |
| 1.             | «Boys Don't Cry (New Voice · Club Mix)» | 5:31     |  |
| 2.             | «Pill Box Tales»                        | 2:56     |  |
| 3.             | «Do the Hansa»                          | 2:40     |  |

## Posicionamiento en listas
| Lista (1979–1980)                 | Máxima posición |
| --------------------------------- | --------------- |
| Australia (Kent Music Report)     | 99              |
| Nueva Zelanda (Recorded Music NZ) | 10              |

"Boys Don't Cry (New Voice · New Mix)"
| Lista (1986)                          | Máxima posición |
| ------------------------------------- | --------------- |
| Alemania (Offizielle Deutsche Charts) | 19              |
| Australia (Kent Music Report)         | 26              |
| Bélgica (Flandes) (Ultratop 50)       | 17              |
| España (AFYVE)                        | 31              |
| Francia (SNEP)                        | 28              |
| Países Bajos (Dutch Top 40)           | 37              |
| Países Bajos (Mega Single Top 100)    | 27              |
| Reino Unido (UK Singles Chart)        | 22              |

## Músicos
- Robert Smith - voces y guitarra eléctrica
- Michael Dempsey — bajo
- Laurence Tolhurst — batería

## Otras versiones
La canción ha sido objeto de numerosas versiones. 
- Oleander grabó una versión de estudio de la canción en su álbum February Son.
- Hell Is for Heroes grabó una versión en la cara B de su sencillo "Retreat".
- Lostprophets lo grabó para su sencillo "Last Summer".[16]
- Razorlight interpretó la canción en la ceremonia The Cure's MTV Icon en 2004.[17]
- La canción fue interpretada por Grant Lee Phillips en su disco Nineteeneighties.[18]
- La banda australiana de ska Area-7 grabó una versión en su álbum debut Bitter & Twisted en 2000.[19]
- La banda electropop mexicana Belanova grabó "Boys Don't Cry" durante el Dulce Beat Tour; la versión en vivo fue incluida en el disco Dulce Beat Live.[20]
- Niños Mutantes ha grabado dos versiones de "Boys Don't Cry". La primera se editó en 2000 para su EP Versiones autorizadas y la segunda, cantada en español y con el título de "No llorar", se editó en 2007 en su álbum Grandes Éxitos De Otros.[21]
- La banda de rock argentina Juan Terrenal grabó una versión de estudio en español de la canción, con un vídeo y la interpreta en vivo en muchas ocasiones.[22]
- La banda peruana Diazepunk también grabó una versión en su álbum Bajo en Serotonina.[23]
- En 2004, en el Reino Unido, mientras The Cure hacía su gira mundial, Robert Smith se reunió con Blink-182 para interpretar la canción "All of This" del álbum Blink 182. Después, Robert Smith se reencontró con la banda para grabar una versión de la canción.[24]
- En junio de 2013 la banda de rock gótico mexicana Alaydha feat.ZÜ Morgan grabó el tema para el álbum tributo Into The Trees.[25]

## En la cultura popular
- La canción ha aparecido en muchas películas, incluyendo The Wedding Singer, 50 First Dates, Starter for 10, Nick and Norah's Infinite Playlist, Friends with Benefits y Boys don't Cry.[26][27]
- Fue utilizada en la segunda temporada de la serie de CBS "How I Met Your Mother" (Cómo conocí a tu madre).
- En 2010, Peter Punk, la primera serie argentina estreno en Disney XD realizó una versión de dicha canción.[28]
- En 2020, la canción apareció durante el episodio "Fagan" de la serie de Netflix The Crown.[29]